# ユルゲン・ヴィサー
ユルゲン・ヴィサー（Jurgens Visser、1989年9月13日 - ）は南アフリカ出身のラグビーユニオン選手。

## プロフィール
- ポジションはスタンドオフ(SO)。
- 身長 191cm、体重 93kg
- ニックネームはフィシー。

## 略歴
パールジムナッシム高校、ステレンボッシュ大学、ブルズ、キングスを経て、2016年、NTTドコモレッドハリケーンズに加入。同年9月10日に行われたトップウェストAリーグ1stステージ第1節のJR西日本レイラーズ戦に途中出場で日本での公式戦初出場を果たす。
2018年、釜石シーウェイブスに加入。
2020年、釜石シーウェイブスを退団した。